# Стадники (Яворівський район)
Ста́дники — село в Україні, в Яворівському районі Львівської області. Населення становить 188 осіб. Орган місцевого самоврядування — Новояворівська міська рада..

## Населення

### Мова
Розподіл населення за рідною мовою за даними перепису 2001 року:
| Мова       | Кількість | Відсоток |
| ---------- | --------- | -------- |
| українська | 188       | 100%     |